# Viet Nam Securities Depository and Clearing Corporation
Die Viet Nam Securities Depository and Clearing Corporation (VSDC) ist ein Unternehmen in Vietnam, welches von Staat kontrolliert wird und den Wertpapiermarkt kontrolliert und beaufsichtigt. Es fungiert als National numbering agency des Landes.

## Geschichte
- Sie wurde gegründet mit der Entscheidung Nr. 189/2005/QD-TTg des Premierministers vom 27. Juli 2005 zu den Funktionen von VSD hinsichtlich der Registrierung, Verwahrung, Verrechnung und Abwicklung von Wertpapieren sowie der Bereitstellung unterstützender Dienstleistungen im Wertpapierhandel.
- Entscheidung Nr. 171/2008/QD-TTg des Premierministers vom 18. Dezember 2008 zur Gründung der Vietnam Securities Depository (VSD) auf Grundlage der Umwandlung und Reorganisation von VSD. Wertpapiere sollen nach dem Modell einer staatlichen Ein-Personen-Gesellschaft mit beschränkter Haftung gemäß dem Wertpapiergesetz operieren.
- Entscheidung Nr. 26/2022/QD-TTg des Premierministers vom 16. Dezember 2022 zur Gründung, Organisation und zum Betrieb der Viet Nam Securities Depository and Clearing Corporation auf Grundlage der VSD-Umwandlung. Dementsprechend übernimmt VSDC gemäß dem Gesetz alle Rechte und Pflichten von VSD. Ausübung der Rechte und Erfüllung der Pflichten gemäß dem Wertpapiergesetz, dem Unternehmensgesetz, dem Gesetz über die Verwaltung und Verwendung von in Produktion und Geschäft von Unternehmen investiertem Staatskapital sowie den einschlägigen gesetzlichen Bestimmungen.[1]